# Балка Гончарова (притока Калинової)
Балка Гончарова  — балка (річка) в Україні у Гірницькому районі м. Макіївки Донецької області. Ліва притока річки Калинової (басейн Азовського моря).

## Опис
Довжина балки приблизно 4,18 км, найкоротша відстань між витоком і гирлом — 3,76  км, коефіцієнт звивистості річки — 1,12 . Формується багатьма балками та загатами.

## Розташування
Бере початок на північно-зхідній стороні від селища Вугляр. Тече переважно на північний захід, перетинає вулицю Городецьку і на півдненно-західній стороні від Макіївського моря впадає у річку Калинову, ліву притоку річки Грузької.

## Цікаві факти
- На правому березі балки пролягає автошлях Н21[3] (автомобільний шлях національного значення на території України, Старобільськ — Луганськ — Хрустальний — Макіївка — Донецьк. Проходить територією Луганської та Донецької областей.).
- На балці існують шахта імені Леніна та терикон[2].